# Cuvânt de învățătură
Cuvânt de învățătură este un film românesc din 1976 regizat de Slavomir Popovici.